# Неуронауке
Неуронауке су широка биолошка област која се бави научним истраживањима нервног система. Предмет истраживања неуронаука су структура, функције, генетика и еволуција, развиће, биохемија, физиологија, фармакологија и патологија нервног система.
Традиционално, неуронауке се сврставају у биологију. Скорашња пресијецања интересовања многих научних области и дисциплина, укључујући когнитивну и неуропсихологију, информатику, статистику и физику, довела су до ширења задатака неуронаука. Тако оне данас укључују свако научно и систематско, експериментално и теоријско истраживање нервног система. Методологије које користе неуронаучници обухватају анализу биохемијских процеса и генетичке анализе динамике индивидуалних нервних ћелија и њихових молекулских састојака, до визуелног представљања перцептуалних и моторних процеса у мозгу.
Неуронауке чини велики број дисциплина које су од значаја за изучавање феномена понашања. То су:
- неуроанатомија – изучава структуру нервног система;
- неурофизиологија – проучава функције нервног система;
- неурохемија – изучава хемијске основе нервне активности;
- неуроендокринологија – изучава интеракцију нервног и ендокриног система;
- неуропатологија – бави се поремећајима нервног система;
- неурофармакологија – изучава учинак лекова односно фармаколошки активних супстанци на функционисање нервног система;
- бихевиорална неуронаука - изучава целокупно понашање јединке;
- когнитивна неуронаука - проучава активност можданих структура приликом одигравања менталних процеса.

Анализа и студија мозга је од велике важности за разумијевање и схватање начина на које перципирамо и обављамо интеракције са околином и посебно, на које се све начине људско искуство и људска биологија међусобно условљавају.